# Профайлинг
Профайлинг (англ. profiling — профилирование) — это интегрированный метод прикладного риск-ориентированного поведенческого анализа.
Основная задача профайлинга — анализ и прогнозирование поведения человека для решения конкретных практических задач: например, поиск и допрос преступника, подготовка к переговорам, выявление в толпе потенциальных злоумышленников, оценка команд инвестиционных проектов, проведение корпоративных расследований, выявление поведенческих рисков при приеме на работу и других.
Исторически сложилось 4 основных направления профайлинга:
- политический (профилирование политических лидеров);
- криминалистический (профилирование для поиска преступников и работы с ними);
- массовый (поведенческий анализ для обеспечения безопасности в местах массового скопления людей);
- бизнес-профайлинг (профайлинг в корпоративной среде).

## Терминологическое наполнение профайлинга
Некоторые исследователи определяют профайлинг только как оценку мимики и жестов или детекцию лжи. Анализ невербальных реакций человека в профайлинге действительно применяется. Однако круг используемых методов значительно шире.
Современное же определение профайлинга отражает несколько важных составляющих:
- Междисциплинарный характер профайлинга, поскольку он объединяет методы и тактические приемы из различных областей знаний, создавая целостный подход к анализу поведения. Совмещение методов психологии, криминалистики, криминологии, социологии, социальной психологии, лингвистики и др. при оценке поведения человека в профайлинге позволяет не только составить более подробный портрет, но и существенно повысить достоверность полученных сведений, а также их прогностическую ценность. Кроме того, при профилировании применяются знания из различных профессиональных областей: OSINT, юриспруденции, корпоративной безопасности, информационной безопасности и многих других.
- Прикладной характер метода подчеркивает его практическую направленность. Это отличает профайлинг от чисто теоретических подходов, таких как психоанализ или академические исследования поведения. Профайлинг всегда ориентирован на решение конкретных практических задач.
- Риск-ориентированный аспект отражает фокус на выявлении и оценке в человеческом поведении потенциальных рисков и угроз.

Основу изучения личности в некоторых видах профайлинга составляет оперативная характерология, вторая составляющая заключается в безынструментальном распознавании признаков лжи. Однако многое зависит от конкретной сферы применения профайлинга. Так, например, значительную роль в профилировании политических лидеров играет психобиографическая реконструкция личности — восстановление портрета человека с помощью психологической оценки и интерпретации биографических сведений.
Термин «профайлинг» чаще всего связывают с криминалистикой (профилирование) в контексте составления поискового психологического портрета (профиля личности) преступника. Однако существует мнение, что впервые в своем современном значении он был употреблен в сфере политического профилирования. В настоящее время термин используется шире, наряду с оперативно-розыскной деятельностью, профайлинг применяется при отборе кадров, обеспечении безопасности на транспорте, корпоративной безопасности, информационной безопасности, политическом консультировании, разведывательной деятельности. Основой профайлинга является наблюдение и структурированный опрос, при этом порой выявляется именно скрытая психологическая информация о человеке.

## История профайлинга
Историю развития профайлинга можно разделить на два периода:
1. Доинституциональный. На этом этапе еще нет задачи сформулировать сам термин «профайлинг». Однако уже начинает формироваться научная и методологическая основа. Значительную роль в этот период играют криминология, криминалистика, психология, психиатрия и социология. Профайлинг на этом этапе принято связывать с такими именами, как Ганс Гросс (Gans Gross, 1847–1915), Чезаре Ломброзо (Cesare Lombroso, 1835–1909), Эрнст Кречмер (Ernst Kretschmer,1888–1964), Томас Бонд (Thomas Bond, 1841–1901) и Эрнст Геннат (Ernst Gennat, 1880–1939), Михаил Гернет (1874–1953) и др. Некоторые зарубежные исследователи полагают, что к числу первых профайлерских работ можно отнести, например «Молот ведьм», однако в российской практике это принято считать профессиональной байкой. Однако попытки профилировать преступников предпринимались и в протонаучный период. Так, например, в китайском пятитомнике «О снятии несправедливых обвинений» (кит. — «Си юань цзи лу»), написанном Сун Цы в 1247 году, приводятся отдельные анекдотические ситуации из практики использования знаний о психологии преступника для его поиска[9].
2. Институциональный. На данном этапе развития профайлинг становится самостоятельным инструментом. Он начинает обретать собственные цели и задачи. Предпринимаются первые попытки концептуализации и разработки методологического аппарата. Переход к институционализации профайлинга как самостоятельной методологически наполненной дисциплины был ознаменован, например, докладом Вальтера Лангера (Walter Charles Langer) «Мышление Адольфа Гитлера»[10]. В нем Лангер с группой коллег на основе анализа огромного объема неструктурированной информации подробно описал портрет лидера нацистов. Эту работу можно отнести к категории политического профайлинга, хотя некоторые авторы ошибочно считают ее предшественником криминалистического профилирования. Доклад Лангера был подготовлен в 1943 году в интересах Управления стратегических служб США (УСС) — разведывательного агентства, на базе которого в 1945 году было создано ЦРУ. Также стоит отметить труды Джеррольда Мортона Поста (Jerrold Morton Post), которого считают родоначальником политического профайлинга в США. Дж. Пост долгое время являлся аналитиком ЦРУ. Он хорошо известен тем, что в рамках подготовки президента Джимми Картера к саммиту в Кэмп-Дэвиде в 1978 году создал профили лидера Египта Анвара Садата и лидера Израиля Менахема Бегина[11]. Почти одновременно с развитием в сфере политики и разведки профайлинг проходит аналогичный процесс в сфере криминалистики. Становление криминалистического профайлинга как метода, таким, как мы знаем его сегодня, принято связывать с деятельностью Джеймса Бруссела (James Arnold Brussel) и его участием в поимке «Сумасшедшего бомбиста» Джорджа Метески. Хотя сам Бруссел позже называл себя больше популяризатором, нежели исследователем. Позднее криминалистическим профайлингом занимался Отдел поведенческой науки ФБР США. В России значительный вклад в развитие криминалистического профилирования внесли специализированные подразделения ВНИИ МВД России, криминалистические подразделения СК РФ, специалисты Краснодарского университета МВД России[12].

## Виды профайлинга

### Криминалистический профайлинг[3]:
Криминалистический профайлинг — это процесс использования поведенческих улик, оставленных на месте преступления, с целью составить представление о преступнике, в том числе охарактеризовать его личность и имеющуюся психопатологию.

#### XIX век
Зарождение криминалистического профилирования принято связывать со второй половиной XIX века и фамилиями трех ученых: Чезаре Ломброзо, Ганс Гросс и Томас Бонд.
Ч. Ломброзо является родоначальником антропологического подхода в криминологии и автором множества работ, среди которых можно выделить «Человек преступный» («L'uomo delinquente»). Он считал, что во внешности могут проявляться признаки склонности к совершению определенных видов преступлений. Анализ таких внешних признаков позволял бы, соответственно, преступников идентифицировать. Более поздние исследователи опровергли теорию Ломброзо. Однако его вклад в развитие криминологии и криминальной психиатрии не оспаривается.
Г. Гросс считается отцом криминалистики и родоначальником криминалистического профилирования. Гросс является автором руководства для судебных следователей по криминалистике. Гросс обобщал полицейский опыт собирания доказательств, описывал быт и жаргон профессиональных преступников, применение в следственной деятельности последних научных открытий (например, рентгеновских лучей), а также привёл описание многих уголовных дел и портретов преступников. Также Гросс основал первый криминалистический журнал «Archiv für Kriminalanthropologie und Kriminalistik», главным редактором которого был с 1898 года до своей смерти. В 1912 году Гросс основал в Граце Институт криминалистики, при котором был открыт Музей.
Считается, что одна из первых попыток составления психологического портрета принадлежит британскому хирургу Томасу Бонду. В 1888 году после обследования нескольких жертв Джека-потрошителя в своем заключении он дал ряд комментариев относительно личности убийцы. Его выводы относительно личности преступника были скорректированы позднейшими исследователями. Несмотря на это, его отчет по праву считается одним из первых случаев прикладного криминалистического профилирования.

#### XX век
Историю криминалистического профилирования в начале XX века можно связать с такими деятелями, как Эрнст Геннат, Михаил Гернет, Сергей Познышев.
Эрнст Геннат известен тем, что, как считается, применил психологическое профилирование преступника в деле Петера Кюртена (нем. Peter Kürten).
Михаил Николаевич Гернет внес огромный вклад в изучение личности преступника и развитие криминологии в России. Одной из интереснейших его работ можно считать сборник статей под его редакцией «Преступный мир Москвы» 1924 г.. В нем приведены актуальные на тот момент исследования личности преступников, а также подробно описаны некоторые уголовные дела, в частности, дело первого зарегистрированного в отечественной практике серийного убийцы Василия Комарова. Оригинальное издание книги «Преступный мир Москвы» является чрезвычайно редким. Один из экземпляров хранится в коллекции Музея профайлинга в Москве.
Во второй половине XX-XXI вв. криминалистический профайлинг активно применяется специалистами ФБР США, такими, например, как Говард Тетен (Howard D. Teten), Роберт Ресслер (Robert K. Ressler), Алан Берджесс (Alan Burgess), Джон Дуглас (John E. Douglas) и Рой Хэйзелвуд (Robert Roy Hazelwood). Множество исследований в области профайлинга (в частности, криминалистического) провели Ричард Кочиш (Richard N. Kocsis), Рональд и Стивен Холмс (Ronald М. Holmes & Stephen T. Holmes), Курт и Энн Бартол (Curt R. Bartol & Anne M. Bartol), Брент Терви (Brent E. Turvey), Дэвид Кантер (David V. Canter), Джордж Палермо (George Palermo) и другие.
Одновременно криминалистический профайлинг развивался и в России. Можно выделить работы Н. Н. Китаева, Ю. М. Антоняна, А. О. Бухановского, Р. Л. Ахмедшина. Значительный вклад в применение криминалистического профайлинга при расследовании реальных уголовных дел внес легендарный следователь А. Х. Яндиев.

### Политический профайлинг
Политический профайлинг (профилирование политических деятелей) — процесс создания поведенческого портрета политического деятеля без непосредственного контакта с ним. Круг профилируемых лиц может не ограничиваться только политиками. Методы политического профайлинга часто применяются и к другим высокопоставленным людям. Исторически применялся преимущественно в деятельности разведывательных служб. Помимо Вальтера Лангера и Джеррольда Поста в развитие политического профайлинга значительный вклад внесли Обри Иммельмана, Дэвид Уинтер, Гарольд Лассуэлл, Брюстер Смит и др. Значительным вкладом в методологизацию и развитие политического профайлинга стала разработка Дж. Постом концепции «Интегрированного профиля политической личности». Из числа отечественных ученых можно отметить Н. М. Ракитянского.

Кратко Дж. Пост так писал о сути профайлинга:
Цель состоит в том, чтобы выявить повторяющиеся модели поведения. Таким образом, прогнозирование будущего поведения часто основано на наблюдениях за прошлыми реакциями индивида в аналогичных обстоятельствах.

### Массовый профайлинг
Массовый профайлинг (также можно встретить термин «поведенческий скрининг») — это процесс применения различных методов, в том числе распознавания поведенческих характеристик (включая, но не ограничиваясь ими), выявление физиологических или жестовых признаков, указывающих на аномальное поведение. Его цель — идентификация лиц, которые могут представлять угрозу в местах массового скопления людей.

Специалист Карл Маккарио так характеризует процедуру применения методов массового профайлинга: 
Идея наблюдать за поведением людей при прохождении контроля возникла у израильского сообщества безопасности аэропортов. В результате был внедрен ряд методов, ориентированных на оценку того, как ведут себя пассажиры. При этом анализировались ответы на простые вопросы о поездке. Логика такого подхода заключается в том, что невербальное поведение пассажира и его вербальные реакции могут свидетельствовать об обмане и, возможно, даже о враждебных намерениях. В настоящее время в сфере безопасности это принято называть оценкой поведения. Израильтяне в таком случае говорят о распознавании [поведенческих] паттернов.
Использование специалистов-профайлеров с целью выявления потенциально опасных пассажиров с точки зрения возможности осуществления ими противоправных действий, прежде всего террористической направленности, действительно впервые были реализованы в Израиле в конце 70-х гг. XX в. авиакомпанией Эль-Аль (El Al). Использовались комплексные анкеты с целью выявления нестандартных реакций пассажиров на достаточно простые вопросы, технология базировалась на основных психологических паттернах (стереотипов поведения). Метод получил развитие и стал использоваться службами авиационной безопасности в большинстве европейских стран и США (1984 г., модифицированный вариант компании «ICTS»).
В настоящее время профайлинг активно используется правоохранительными органами (обеспечение общественного правопорядка, безопасности на транспорте, в местах массового скопления людей, проведения следственно-оперативных мероприятий).
Помимо психологических методов в массовом профайлинге также применяется анализ внешних атрибутов, таких как специфическая одежда, аксессуары или символика. Это обогащает инструментарий специалиста и повышает точность его работы.

### Бизнес-профайлинг (профайлинг в корпоративной среде)
По своей сути бизнес-профайлинг стал результатом заимствования методов и тактических приемов из предыдущих направлений в корпоративную среду. Так, например, методы криминалистического профайлинга применяются при корпоративных расследованиях.
Методы политического профайлинга используются при подготовке к переговорам, чтобы заранее оценить контрагента или партнера, понять его сильные и слабые стороны, выявить поведенческие риски.
Также профайлинг показал свою эффективность при оценке команд инвестиционных проектов. По разным данным от 18 % до 25 % стартапов терпят неудачу из-за проблем в команде. Применение методов профайлинга на этапе оценки проекта позволяет инвесторам избежать рисков «человеческого фактора».
Применение технологий профайлинга при отборе кандидатов на должность позволяет заранее выявить поведенческие риски будущего сотрудника, определить его сильные и слабые стороны, подобрать наиболее эффективные инструменты его адаптации.

## Методы, применяемые в профайлинге
Методы, тактические приемы и инструменты, применяемые в профайлинге, могут отличаться в зависимости от направления (криминалистический, политический, массовый или бизнес-профайлинг), а их набор может корректироваться с учетом конкретной задачи. Методы, применяемые в профайлинге, можно разделить на общенаучные и специально-научные:

### Общенаучные методы
- анализ;
- синтез;
- моделирование;
- наблюдение;
- описание.

### Специально-научные методы
- психобиографическая реконструкция личности;
- методы анализа неструктурированной информации;
- методы поиска информации в открытых источниках (OSINT);
- лингвистический и психолингвистический анализ текстовой информации;
- анализ невербальных проявлений (мимики и жестикуляции);
- сценарное прогнозирование;
- методы криминалистической ситуалогии;
- трейт/мотивационный анализ;
- психодинамический анализ личности;
- психологический анализ почерка;
- математические статистические методы («байесовские сети»[21], метод многомерного шкалирования[22] и др.)
- методы структурированного анализа информации.

Отдельно стоит отметить применение опросных и переговорных тактик, которые используются и в криминалистическом профайлинге (при опросе подозреваемых и обвиняемых), и в массовом профайлинге (в случае необходимости получить дополнительную информацию), и в бизнес-профайлинге (например, при отборе персонала или проведении переговоров).
Методы профайлинга опираются в том числе и на необихевиористский подход, который базируется на исследованиях ряда психологов по распознаванию эмоций, вербального и невербального поведения (П. Экман, Олдерт Фрай, Д. Мацумото, Д. Моррис, М. Нэпп, Р. Плутчик, Д. Холл, К. Изард, Ф. Фарелли, Дж. Хессет, Д. Эфрон, Д. Наварро, М. Карлинс, Л. Лаундес, В. Ф. Биркенбил, Г. Дюшенн («улыбка Дюшенна») и др.). Так, например, основываясь на исследованиях психолога Пола Экмана (1978) по изучению эмоциональных экспрессий, была создана компания «Пол Экман Групп», которая разработала компьютерные программы, позволяющие тренировать навыки считывания эмоциональных состояний человека, основанные на системе кодирования лицевых движений (FACS — Facial Action Coding System).
Помимо теорий уже указанных выше российских ученых современный профайлинг в отдельных моментах исторически опирается на отечественные исследования таких ученых, как: А. Я. Бродецкий, П. Б. Ганнушкин, Е. П. Ильин, А. Р. Лурия, П. В. Симонов, Ю. В. Щербатых, Г. И. Россолимо, В. А. Лабунская, А. П. Егидес и др.
К числу современных исследователей и практических специалистов, внесших вклад в развитие профайлинга в России, можно отнести В. В. Пономаренко, С. В. Грунина, Е. А. Петрова, М. А. Коваленко, В. М. Статный.
Наиболее проблемным аспектом профайлинга является т. н. этнический профайлинг, основанный на допущении связи между этнической принадлежностью человека и возможностью противоправного поведения. В современной российской практике этнический профайлинг не используется.

## Мифы о профайлинге
Из-за популярности в медиа и кинематографе профайлинг окружен мифами, которые не имеют ничего общего с историей профайлинга и практикой его применения. В подавляющем большинстве случаев мифы о профайлинге возникают либо из-за художественных допущений в кино, либо из-за недобросовестных специалистов. Ниже рассмотрены некоторые из них.

#### Физиогномика и профайлинг
Можно встретить мнение, что в профайлинге применяются такие методы, как физиогномика, френология, хиромантия, астрология. Однако это не соответствует действительности. Этот миф возник из-за деятельности недобросовестных специалистов. В авторитетных рецензируемых научных источниках публикаций о применении таких методов в профайлинге не обнаружено.

#### НЛП и ключи глазного доступа
Также в открытых источниках часто встречается информация о применении в профайлинге методов НЛП (нейролингвистическое программирование) вообще и «ключей глазного доступа» в частности. Причина возникновения этого мифа такая же, как и в предыдущем случае. Несмотря на то, что состоятельность НЛП и ключей глазного доступа многократно опровергнута, информацию об их применении до сих пор можно встретить даже в некоторых научных статьях.

#### «Закрытые позы» и «почесывание носа»
Одним из самых распространенных заблуждений является представление о том, что при оценке невербальных проявлений профайлинг опирается на такие стереотипы, как «закрытая поза», «почесывание носа (или прикрывание рта) является признаком лжи». Миф основан на популярной психологии. В реальности в профайлинге применяется целый комплекс методов, предназначенных для анализа невербальных реакций организма человека.

#### Семейный профайлинг и профайлинг детей
Зачастую сферу применения профайлинга расширяют до использования в семейной психологии или профилировании детей. Это не является мифом в строгом смысле слова. Однако некоторые специалисты считают такой подход неуместным, поскольку профайлинг развивался как инструмент, применяемый в сфере безопасности. Кроме того, для работы в сфере семейных отношений есть семейные психологи, а для работы с детьми – детские. У каждой из этих профессий существует свой инструментарий.